# 洒志彝族布依族苗族乡
洒志彝族布依族苗族乡，是中华人民共和国贵州省六盤水市六枝特区一个已撤销的民族乡。
2015年3月27日，贵州省人民政府批复同意六枝特区乡镇行政区划调整，撤销洒志彝族布依族苗族乡，将其所辖行政区域划归郎岱镇。